# ジョニー・トムソン
ジョニー・トムソン (Johnny Thomson、1922年4月9日 - 1960年9月24日) は、アメリカ合衆国のレーシングドライバー。マサチューセッツ州ローウェル出身。
「フライング・スコット（the Flying Scot）」の愛称で知られた。

## 経歴

### ミジェット・カー
トムソンはミジェットカー・レースで32勝を挙げた後、1948年にUCOA ニューイングランドのタイトルを獲得した。1950年にも再びタイトルを獲得している。
1952年には AAA イースタン・ディヴィジョンのタイトルを獲得した。

### チャンピオンシップ・カー
1953年からは AAA および USAC のチャンピオンシップ・カー・シリーズに参戦した。1960年までに69戦に出走し、その中には各年のインディ500も含まれた。トップ10完走は43回に上り、7勝を挙げている。インディ500では1959年の3位が最高であった。世界ミジェット選手権初代チャンピオンのロイ・シャーマンがトムソンのインディ500におけるチーフメカニックを何度か務めている。
トムソンはペンシルベニア州ラングホーンにおける100マイル (160km) ダートトラックレースを1時間未満でフィニッシュした最初のドライバーであった。そのときの平均速度は100.174マイル毎時であった。

### スプリント・カー
トムソンは1958年に USAC スプリント・カー・シリーズのタイトルを獲得した。1954年にもイースタン・スプリント・カー選手権を獲得している。
1960年、トムソンはグレート・アレンタウン・フェアーで開催されたスプリント・カーのイベントでクラッシュ、車はフェンスを越えてフィールド内に宙返りし、死亡した。
1996年にトムソンは国際スプリント・カー殿堂入りした。1997年には国際ミジェットレーシング殿堂入りした。

## インディ500の結果
| 年   | 車番 | 出走順位 | 平均速度 | 予選順位 | 完走順位 | ラップ数 | ラップリード | リタイヤ理由 |
| ---- | ---- | -------- | -------- | -------- | -------- | -------- | ------------ | ------------ |
| 1953 | 56   | 33       | 135.262  | 33       | 32       | 6        | 0            | Ignition     |
| 1954 | 43   | 4        | 138.787  | 12       | 24       | 165      | 0            | Stalled      |
| 1955 | 44   | 33       | 134.113  | 33       | 4        | 200      | 0            | Running      |
| 1956 | 88   | 18       | 145.549  | 2        | 32       | 22       | 0            | Spun FS      |
| 1957 | 10   | 11       | 143.529  | 4        | 12       | 199      | 5            | Flagged      |
| 1958 | 7    | 22       | 142.908  | 20       | 23       | 52       | 0            | Steering     |
| 1959 | 3    | 1        | 145.908  | 1        | 3        | 200      | 40           | Running      |
| 1960 | 3    | 17       | 146.443  | 3        | 5        | 200      | 10           | Running      |
| 合計 | 合計 | 合計     | 合計     | 合計     | 合計     | 1044     | 55           |              |

| 出走回数         | 8 |
| ポールポジション | 1 |
| フロントロー     | 1 |
| 勝利数           | 0 |
| トップ5          | 3 |
| トップ10         | 3 |
| リタイヤ回数     | 4 |

## 参照
1. 1 2 3  Biography Archived 2007年9月27日, at the Wayback Machine. at the National Midget Auto Racing Hall of Fame